# Allihies

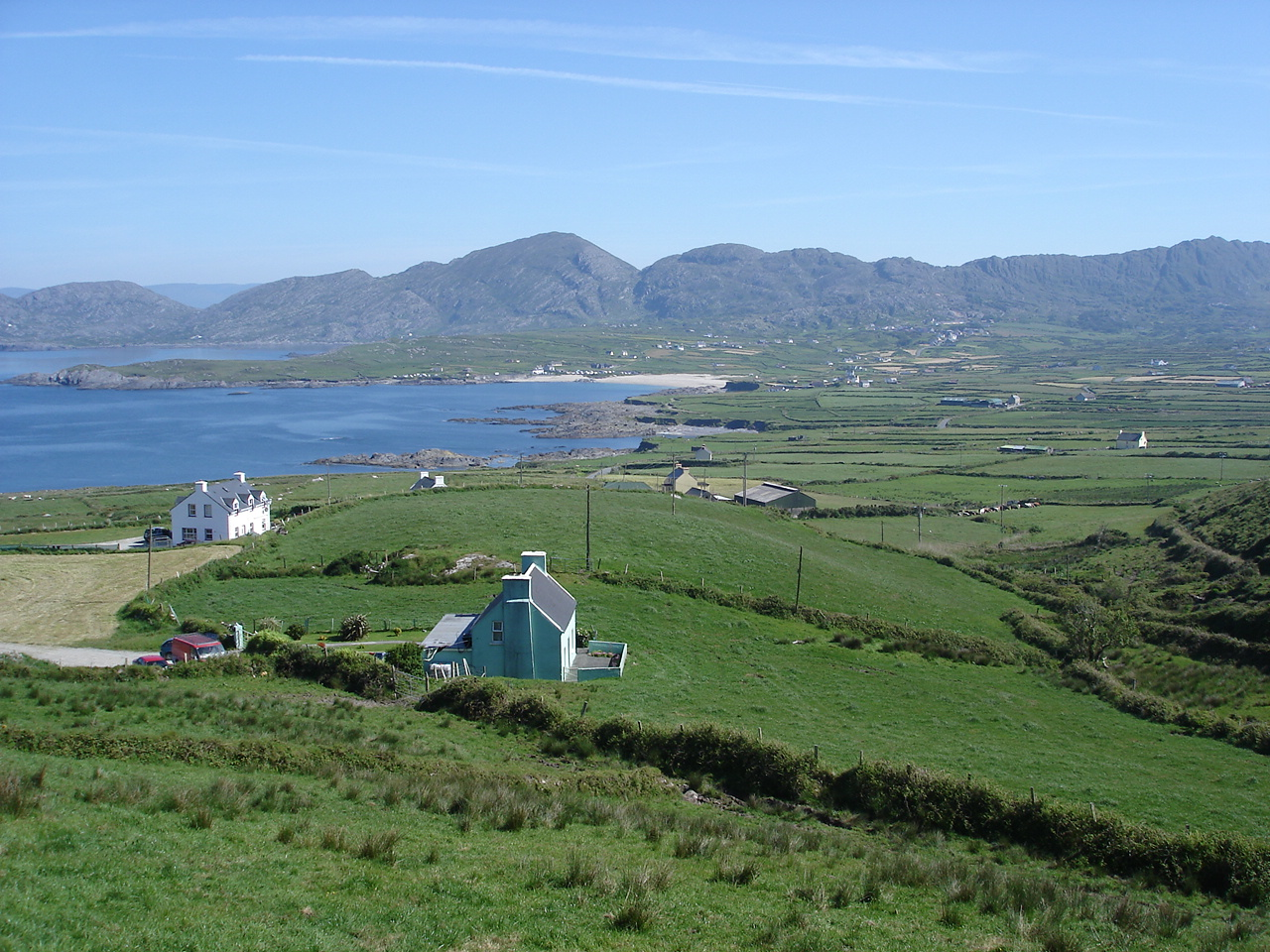
Vy över Allihies.

Allihies (iriska: Na hAilichí) är ett kustsamhälle i västra Cork på Irland. Allihies är beläget över Ballydonegan Bay på den västra delen av Dearahalvön mellan Cod's Head och Dursey Head.
Fram till 1930-talet fanns en koppargruva här. Under det sena 1950-talet försökte ett kanadensiskt gruvföretag återuppliva gruvarbetet, men lyckades aldrig. I Allihies finns det tre pubar, ett postkontor och en livsmedelsaffär. Egentligen heter samhället Cluin men detta namn används sällan. De främsta turistattraktionerna är två sandstränder och pubarna.